# 5772 Johnlambert
5772 Johnlambert eller 1988 LB är en asteroid i huvudbältet som upptäcktes 15 juni 1988 av den amerikanske astronomen Eleanor F. Helin vid Palomar-observatoriet. Den är uppkallad efter John V. Lambert.
Den tillhör asteroidgruppen Eunomia.